# Де Хоп Схеффер, Яп
Якоб (Яп) Гейсберт де Хоп Схеффер (нидерл. Jakob Gijsbert „Jaap” de Hoop Scheffer, /ˈjaːp də ˈɦoːp ˈsxɛfər/о файле; род. 3 апреля 1948, Амстердам) — нидерландский политик, генеральный секретарь НАТО в 2004—2009 годах.

## Биография
Яп де Хоп Схеффер родился 3 апреля 1948 года в Амстердаме. В 1967 году закончил католическую классическую гимназию имени святого Игнатия Лойолы. В 1974 году окончил юридический факультет Лейденского университета и получил степень магистр права.
После окончания университета был призван в армию, служил пилотом военно-транспортного самолета в нидерландских Королевских ВВС.
В 1975 году становится стажёром в информационном отделе министерства иностранных дел Нидерландов. В 1976 году, после прохождения годичного курса обучения для молодых дипломатов, назначается на два года в посольство Нидерландов в Гане. С 1978 по 1980 годы работал в Брюсселе в представительстве Нидерландов в НАТО. В 1980—1986 годах был личным секретарём министра иностранных дел Нидерландов.
С 1986 по 2002 год был депутатом нидерландского парламента от партии Христианско-демократический призыв. Дважды, в 1992—1997 и 2001—2002 годах возглавлял парламентскую комиссию по международным делам. В 1995—1997 годах занимал пост заместителя лидера ХДП, а с 1997 по 2001 год был лидером партии.
С 2002 по 2003 год — министр иностранных дел Нидерландов, по совместительству в 2003 году был председателем ОБСЕ.
В 2004 году занял пост генерального секретаря НАТО. 10 декабря 2006 года было принято решение продлить мандат де Хоп Схеффера до 2009 года. В 2009 году передал пост премьер-министру Дании Андерсу Фогу Расмуссену.
При де Хоп Схеффере количество участников НАТО выросло с 19 до 28 стран, а в 2006 году стало известно намерение альянса со временем принять в свои ряды Грузию и Украину. В то время пока де Хоп Схеффер был генсеком НАТО, альянс активно участвовал в миротворческих операциях в Афганистане и Косово.
Де Хоп Схеффер женат, имеет двух дочерей. Свободно владеет английским, французским и немецким языками, играет в теннис и сквош, занимается бегом.

## Награды
- кавалер Большого креста ордена Витаутаса Великого (Литва, 26 июня 2009 года)[2]
- орден Трёх звёзд 1 степени (Латвия, 16 октября 2004 года)[3]
- рыцарь-командор ордена Святого Михаила и Святого Георгия (Великобритания, 2009)[4]
- кавалер Большого креста ордена «За заслуги перед Итальянской Республикой» (Италия, 16 февраля 2009 года)[5]
- орден Креста земли Марии 1-го класса (Эстония, 6 июля 2009 года)[6]
- кавалер Большого креста ордена Звезды Румынии (2004)[7]
- кавалер Большого креста ордена Заслуг перед Республикой Польша (12 марта 2009 года)[8][9]
- орден «Стара планина» 1-й степени (Болгария, 2009)[10]
- орден Двойного белого креста 1-го класса (Словакия, 17 июля 2009 года)[11]